# Southfields (mediabedrijf)
Southfields is een Nederlandse televisieproducent die onderdeel is van Banijay Benelux. Het bedrijf richt zich voornamelijk op het registreren van sportwedstrijden en sport gerelateerde programma's.
In 2002 richtten Kees Jansma en Will Moerer WK Producties op. Dit bedrijf werd in 2005 voortgezet als Eyeworks Sport tot het in het najaar van 2011 werd overgenomen door CMI Holding. Die voegde het bedrijf samen met Infostrada Sports tot de Infostrada Sports Group. Echter kwam dit bedrijf in 2013 in financiële problemen en werd het begin 2015 opgesplitst in Infostrada Sports en Infostrada Productions. In juni 2015 volgde een nieuwe overname voor Infostrada Productions die resulteerde in een naamswijziging naar Southfields. De naam verwijst naar het Londense metrostation bij de All England Lawn Tennis and Croquet Club, beter bekend van Wimbledon. Tevens is het een verbastering van de namen van de toenmalige directeuren, Zuijderwijk (South) en Veldkamp (fields).
In het verleden is Southfields, en diens voorlopers, verantwoordelijk geweest voor de registratie van het Nederlands voetbalelftal voor SBS6, de wedstrijden uit de Eerste Divisie voor FOX Sports en voor diverse sportprogramma's voor RTL 7, waaronder Tour du Jour en Koning Voetbal.
Anno 2024 produceert het bedrijf onder andere het Ziggo Sport Race Café voor Ziggo Sport en De Oranjezondag voor SBS6. Andere (voormalige) programma's uit het portfolio van Southfields zijn De Eretribune, De Voetbalkantine (beide ESPN), Veronica Offside (Veronica), RTL Autovisie (RTL 7) en Rondo (Ziggo Sport).